# Índex intermembral
L'índex intermembral és una ràtio utilitzada per a comparar les proporciones entre les extremitats, expressat com un percentatge. És igual a la suma de mida de les parts (húmer i radi) de les extremitats superiors dividida entre la suma de les parts (fèmur i tíbia) de les extremitats inferiors, i multiplicada per 100. Es representa matemàticament amb la següent formula:
{\displaystyle {\frac {({\text{húmer+radi}})}{({\mbox{fèmur+tíbia}})}}\cdot 100}
S'utilitza freqüentment en primatologia a causa del fet que permet predir els patrons de locomoció dels primats. Els resultats inferiors a 100 volen dir que les extremitats superiors són més curtes, el qual és comú en primats grimpadors i homínids bípedes, mentre que els resultats propers a 100 impliquen quadrupedisme. Per acabar, els resultats significativament més elevats de 100, són els que resulten de l'estudi de primats en els que la braquiació és la seva forma de locomoció arborícola. Aquesta informació també pot ser utilitzada per predir patrons de locomoció de primats extints, dels que s'han trobat restes d'extremitats superiors e inferiors completes.